# Mutatis mutandis
Mutatis mutandis é uma expressão advinda do latim que significa "mudando o que tem de ser mudado". Pode ser, grosso modo, entendida como: “com as devidas modificações”, “com os devidos descontos”. Tal expressão é geralmente empregada a respeito de uma sentença ou ideia anteriormente citada e compreendida pelo leitor. Ela indica, assim, que posteriormente algo fora alterado ou que se pode fazer uma analogia de tal fato, porém tomando as devidas proporções e alterações necessárias.
É um termo geralmente utilizado em Filosofia, Economia e Direito, para dar parâmetros a uma sentença que possui um novo termo, ou trazer à tona a aplicação de uma série de mudanças já depreendidas e assimiladas. Pode, entretanto, ser aplicado a qualquer outro caso que tenha como termos os significados sobre-explicados, tais como em Matemática, Demografia, Estatística ou Atuária.
A frase mutatis mutandis não aparece na literatura clássica latina que sobrevive até o dia de hoje. Ela provém do latim medieval. Mutatis é um particípio perfeito (equivalente a "mudado", em português). Mutandis é um gerundivo que, no caso, significa "que deve ser mudado". Ambas as palavras estão no chamado ablativo absoluto.